# Ернандо Буїтраго
Ернандо Буїтраго (ісп. José Hernando Buitrago Arango; 5 листопада 1970, Лібано) — колумбійський футбольний арбітр. Арбітр ФІФА з 2006 року. Має прізвисько Містер Бін. Володіє англійською та іспанськими мовами.

## Кар'єра
Кар'єру розпочав ще в 1997 році, з 2003 судить матчі Прімери A. Судив матчі відбірного циклу до чемпіонату світу 2010, зона КОНМЕБОЛ та 2014. 
Облуговував матчі молодіжного чемпіонату світу 2007 року, юнацького чемпіонату світу U-17 2007 року та молодіжного чемпіонату світу 2011 року.
З 2015 обслуговує відбіркові матчі чемпіонату світу  2018 зони КОНМЕБОЛ, зокрема:
- Венесуела  0 – 1  Парагвай
- Бразилія  3 – 0  Перу